# Próba Trauzla
Próba Trauzla – metoda określania zdolności do wykonania pracy przez materiał wybuchowy, zaproponowana przez austriackiego chemika Isidora Trauzla i przyjęta jako standard w 1903 przez V Międzynarodowy Zjazd Chemii Stosowanej.
Próba polega na zdetonowaniu próbki 10 g testowanego materiału w tzw. bloku Trauzla. Jest nim ołowiany cylindryczny blok o średnicy i wysokości równej 200 mm, w którego osi znajduje się otwór o głębokości 125 mm i średnicy 25 mm. 10 g badanego materiału wybuchowego umieszcza się w walcu z folii cynkowej, do którego wkłada się standardową spłonkę nr 8, z lontem. Całość umieszcza się na dnie otworu bloku, a następnie przysypuje piaskiem. Po wybuchu mierzy się objętość tulei, napełniając ją wodą, a następnie odejmuje od niej objętość początkową (61 cm3), uzyskując objętość wydęcia wskutek detonacji próbki.
Wadą próby Trauzla jest mała ilość detonowanego materiału; zwłaszcza górnicze materiały wybuchowe nie w pełni reagują w tak małej objętości, a przez to mogą nie uwalniać pełnej energii potencjalnej zgromadzonej w materiale.

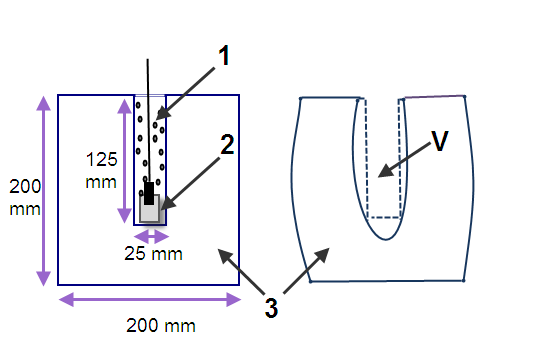
Schemat próby Trauzla: z lewej strony – przed próbą, z prawej – po.
1 – piasek
2 – materiał wybuchowy
3 – blok ołowiany
V – objętość tulei po próbie (przerywaną linią zaznaczona objętość początkowa)

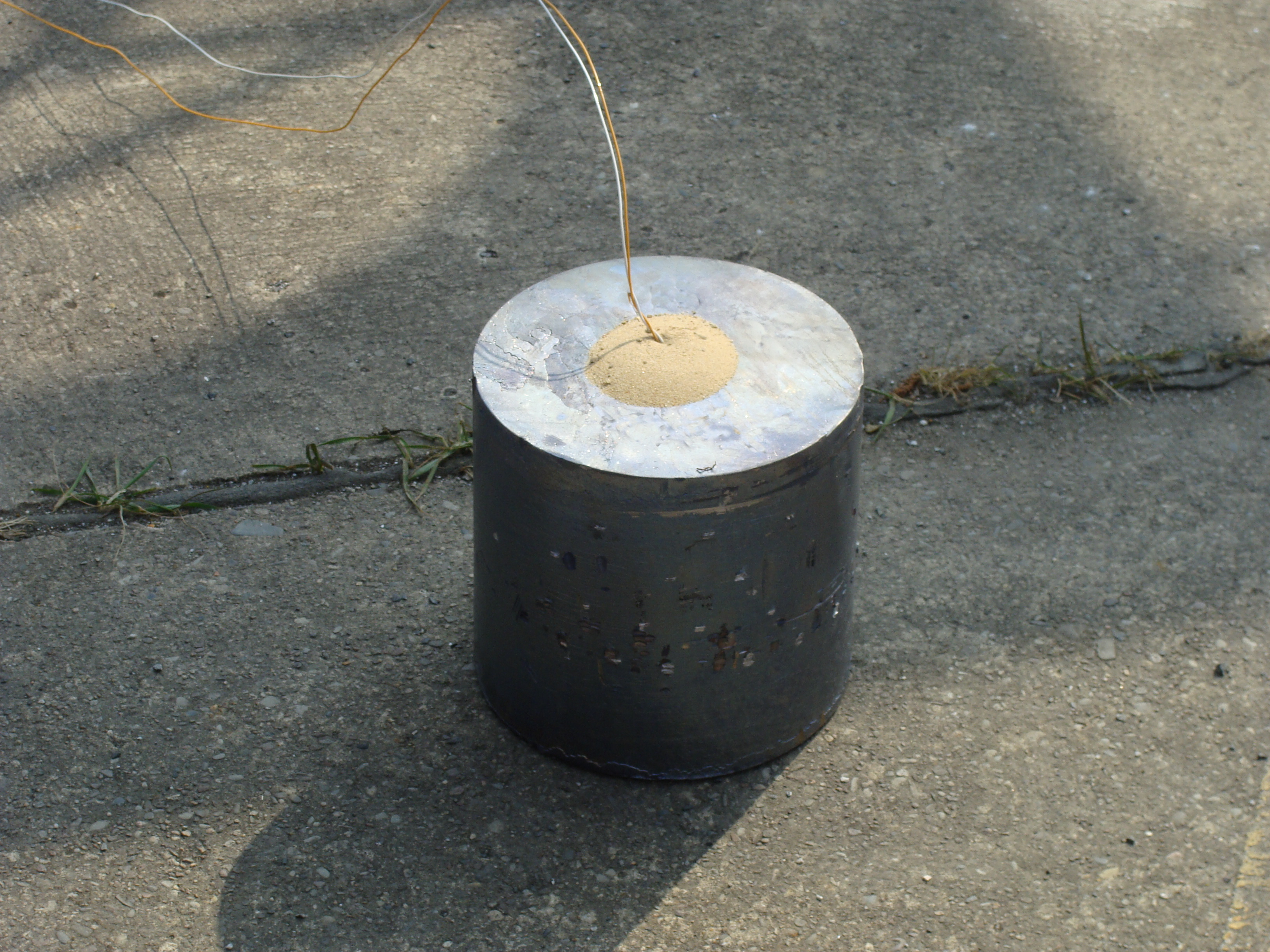
Blok Trauzla przygotowany do testu

| Próba Trauzla dla niektórych materiałów | Próba Trauzla dla niektórych materiałów |
| --------------------------------------- | --------------------------------------- |
| Substancja                              | Wydęcie [cm³ Pb/10 g]                   |
| proch czarny                            | 30                                      |
| piorunian rtęci(II)                     | 130                                     |
| trinitrotoluen (trotyl, TNT)            | 300                                     |
| nitroceluloza                           | 380                                     |
| heksogen                                | 480                                     |
| nitrogliceryna                          | 520–550                                 |
| nitroglikol                             | 620–650                                 |
| 2,4-dinitrotoluen                       | 210–240                                 |
| nitrometan                              | 430–470                                 |
| MEDINA                                  | 681–727                                 |
| dinitrodiglikol                         | 410–425                                 |
| pentryt                                 | 500–520                                 |
| nitromannit                             | 510                                     |
| 1,3,5-trinitro-2,4,6-triazydobenzen     | 500                                     |